# Sean Yates
Sean Yates (Ewell, 18 mei 1960) is een Brits voormalig wielrenner.
Yates was profwielrenner van 1982 tot en met 1996. Na zijn beroepsloopbaan werd Yates ploegleider van Linda McCartney Racing Team met onder meer Bradley Wiggins in de gelederen. Het was de eerste Britse wielerploeg die deelnam aan de Ronde van Italië. Het team bestond tot 2001. Hierna maakte hij de overstap naar Team CSC-Tiscali, vervolgens Team Discovery en sinds 2009 Team Sky.

## Belangrijkste overwinningen
1982
- 4e etappe Ronde van Indre en Loire

1984
- Proloog Vierdaagse van Duinkerken

1987
- 3e etappe Ronde van Ierland

1988
- 1e etappe Parijs-Nice
- 12e etappe Ronde van Spanje
- 5e etappe Midi Libre
- 6e etappe Ronde van Frankrijk

1989
- GP Eddy Merckx
- Proloog Ronde van Nederland
- 1e etappe deel a Ronde van België, Verviers
- 1e etappe deel b Ronde van België, Charleroi
- Eindklassement Ronde van België

## Resultaten in voornaamste wedstrijden
| Jaar | Ronde van Italië | Ronde van Frankrijk | Ronde van Spanje |
| ---- | ---------------- | ------------------- | ---------------- |
| 1984 |                  | 91e                 |                  |
| 1985 |                  | 122e                | opgave           |
| 1986 |                  | 112e                |                  |
| 1987 | opgave           | opgave              |                  |
| 1988 |                  | 59e (1)             | 71e (1)          |
| 1989 | opgave           | 45e                 |                  |
| 1990 |                  | 119e                |                  |
| 1991 |                  | buiten tijd         |                  |
| 1992 |                  | 83e                 | 87e              |
| 1993 |                  | 88e                 |                  |
| 1994 |                  | 71e                 |                  |
| 1995 |                  | opgave              |                  |

| Jaar | Milaan-San Remo | Gent-Wevelgem | Ronde van Vlaanderen | Parijs-Roubaix | Amstel Gold Race | Ronde van Lombardije | Parijs-Brussel |  | WK op de weg |
| ---- | --------------- | ------------- | -------------------- | -------------- | ---------------- | -------------------- | -------------- |  | ------------ |
| 1984 | 58e             | 130e          |                      |                | 51e              |                      |                |  |              |
| 1985 |                 | 21e           |                      |                |                  |                      |                |  |              |
| 1986 | 50e             | 52e           |                      |                | 46e              |                      |                |  |              |
| 1987 | 99e             |               |                      |                |                  |                      |                |  | 70e          |
| 1988 |                 |               |                      | 56e            |                  |                      |                |  |              |
| 1989 | 37e             | Zilver        | 58e                  |                |                  |                      |                |  |              |
| 1990 | 108e            | 134e          |                      | 81e            |                  | 55e                  |                |  |              |
| 1991 | 129e            | 127e          |                      | 52e            |                  |                      |                |  |              |
| 1992 |                 | 23e           |                      | 13e            |                  |                      | 47e            |  |              |
| 1993 | 160e            |               | 36e                  | 8e             |                  | 26e                  | 29e            |  |              |
| 1994 | 152e            |               | 46e                  | 5e             |                  | 37e                  | Brons          |  |              |
| 1995 | 52e             | 36e           |                      | 11e            | 39e              |                      | 49e            |  |              |